# Dipteretrum variabile
Dipteretrum variabile är en kackerlacksart som först beskrevs av Robert Walter Campbell Shelford 1910.  Dipteretrum variabile ingår i släktet Dipteretrum och familjen småkackerlackor.
Artens utbredningsområde är Tanzania. Inga underarter finns listade i Catalogue of Life.